# اچ‌دی ۱۹۴۲۴۴
اچ‌دی ۱۹۴۲۴۴ یک ستاره است که در صورت فلکی عقاب قرار دارد.